# Tunelão
El Tunelão es un túnel ferroviario localizado entre los municipios brasileños de Bom Jardim de Minas y de Santa Rita de Jacutinga, en el estado de Minas Gerais. Es considerado como el mayor túnel de Brasil y el segundo de América Latina, teniendo 8 645 metros de extensión. En América Latina, el Tunelão pierde por extensión sólo con el túnel ferroviario Cuajone-El Sargento, localizado entre las minas de Cuajone y de Toquepala, en la provincia peruana de Mariscal Nieto. Pronto, el Tunelão también será superado por el túnel de transporte de Agua Negra, que está siendo construido en la frontera entre Argentina y Chile.
El Tunelão se encuentra situado en la Sierra de la Mantiqueira, en la parte montañosa del Ferrocarril del Acero, una importante línea ferroviaria operada por la MRS Logística.
El túnel pasa bajo la carretera estatal MG-457.

## Localización
- Entrada/Salida norte del túnel en Bom Jardim de Minas (MG): 21°58′23.3″S 44°11′32.65″O / -21.973139, -44.1924028.
- Entrada/Salida sur del túnel en Santa Rita de Jacutinga (MG): 22°2′42.25″S 44°9′38″O / -22.0450694, -44.16056.